# شطرنج.كوم
شطرنج.كوم هو موقع ويب من نوع موقع ويب للعب الشطرنج أنشئ في 2007، يقع مقره الرئيسي في الولايات المتحدة.

## وصلات خارجية
- الموقع الرسمي